# Prónoe (hija de Melampo)
En la mitología griega Prónoe (Προνόη) era una princesa e hija del rey Melampo de Argos y de Ifianira, hija de Megapentes. Tenía una buena reputación como profeta (talento heredado, al parecer, de su padre).